# Sylvain Chomet
Sylvain Chomet, född 10 november 1963 i Maisons-Laffitte, är en fransk filmregissör och serieskapare. Hans verk kännetecknas av nostalgi och humor både i handling och stil. Han har nått framgångar med filmer som Trion från Belleville och Illusionisten.

## Biografi
Sylvain Chomet studerade vid konstskolorna École Duperré och École européenne supérieure de l'image mellan 1982 och 1987. Han debuterade som serietecknare 1986 med albumet Le Secret des Libellules, som samma år följdes av Bug-Jargal, en överföring av en Victor Hugo-roman. Chomet har också skrivit manus till serier av Nicolas de Crécy.
Efter att ha jobbat några år med reklamfilm i London bestämde han sig för att göra en tecknad kortfilm, inspirerad av Nick Parks Creature Comforts som gjort intryck på honom. Efter diverse turer resulterade det i La vieille dame et les pigeons ("Den gamla damen och duvorna") från 1997, ett samarbete med Crécy som stod för bakgrundsteckningarna. Filmen blev ett genombrott och vann bland annat förstapriset vid Annecys internationella festival för animerad film och BAFTA-priset för bästa animerade kortfilm. Den följdes upp 2003 med långfilmen Trion från Belleville, en nostalgisk och humoristisk historia som bland annat handlar om en pensionerad fransk sånggrupp i Amerika. Filmen nominerades till två Oscars. Chomet debuterade som spelfilmsregissör med en del i antologin Paris, je t'aime från 2006. 2010 släpptes hans andra långfilm, Illusionisten, ett projekt som utgick från ett kvarlämnat manus av Jacques Tati, med stilistiska influenser från 1960-talets tecknade Disney-filmer. Chomets tredje långfilm blir spelfilmen Attila Marcel, som spelades in sommaren 2012.

## Lista över verk

### Seriealbum
- Le Secret des libellules (1986)
- Bug-Jargal (1986)
- Le Pont dans la vase - Tome 1 : l'anguille (1993)
- Léon la came - Tome 1 (1995)
- Le Pont dans la vase - Tome 2 : Orlandus (1995)
- Léon la came - Tome 2 : Laid, pauvre et malade (1997)
- Le Pont dans la vase - Tome 3 : Malocchio (1998)
- Léon la came - Tome 3 : Priez pour nous (1998)
- Le Pont dans la vase - Tome 4 : Barthélemy (2003)

### Filmer
- La vieille dame et les pigeons (1997)
- Trion från Belleville (Les Triplettes de Belleville) (2003)
- "Tour Eiffel" i antologin Paris, je t'aime (2006)
- Illusionisten (L'Illusionniste) (2010)
- Attila Marcel (2013)

## Utmärkelser i urval
- Annecys internationella festival för animerad film
  - 1997 - Grand Prix, La vieille dame et les pigeons, vann
- British Academy of Film and Television Arts
  - 1998 - Bästa animerade kortfilm, La vieille dame et les pigeons, vann
  - 2004 - Bästa icke engelskspråkiga film, Trion från Belleville, nominerad
- César du cinéma
  - 1998 - Bästa kortfilm, La vieille dame et les pigeons, nominerad
  - 2004 - Bästa film, Trion från Belleville, nominerad
  - 2004 - Bästa förstlingsverk inom fiktion, Trion från Belleville, nominerad
  - 2011 - Bästa animerade film, Illusionisten, vann
- Oscar
  - 1998 - Bästa animerade kortfilm, La vieille dame et les pigeons, nominerad
  - 2004 - Bästa animerade långfilm, Trion från Belleville, nominerad
  - 2004 - Bästa sång, Trion från Belleville, nominerad
  - 2011 - Bästa animerade långfilm, Illusionisten, nominerad
- Prix René Goscinny
  - 1995 - Léon la came, vann